# Менгики, Мехди
Мехди Менгики (алб. Mendi Mengjiqi, серб. Менди Менђићи, Mendi Menđići, род. 3 июня 1958, с. Горне Люпче, Косовский округ, Социалистический автономный край Косово, Народная Республика Сербия, Федеративная Народная Республика Югославия) — косовский албанский композитор и музыкант. Автор музыки национального гимна Республики Косово.

## Биография
Родился в селе недалеко от г. Подуево (Косово бывшей Югославии).
После окончания в 1980 году музыкальной школы поступил на факультет теории музыки музыкальной академии в Приштине.
В 1988—1990 годах продолжил музыкальное образование в Мариборе, но был вынужден прервать их и в 1991 году переехал в Польшу.
Окончил краковскую Музыкальную академию, затем аспирантуру (1996—1999) под руководством Кшиштофа Пендерецкого. После возвращения на родину в Косово, работает преподавателем на факультете искусств университета Приштины.

## Творчество
Композиторским дебютом Мехди Менгики стало музыкальное произведение для женского хора «Pokan Qika». Первоначально сочинял легкую, эстрадную музыку и произведения для детей на основе албанского фольклора, занимался аранжировкой. Интерес к классической музыке проявился у него в конце обучения на факультете теории музыки.
За 10 лет композиторской деятельности сочинил ряд симфонических произведений. Автор оркестровой и танцевальной музыки, ораторий, музыки для кино.
Произведения Мехди Менгики исполнялись музыкантами бывшей Югославии, Албании, Австрии, Финляндии, Германии, Польши, Словакии, Украины, Южной Кореи и США.

## Избранные музыкальные произведения
- Homagium Matri Teresiae
- Tillagynad Gunnel o Tage Svensson
- Donum Musicum
- Pashko Berisha

11 июня 2008 г. Косовская Ассамблея приняла новую версию национального гимна Республики Косово — «Европа» на музыку Мехди Менгики. В гимне Республики Косово отсутствует текст, что призвано отдать должное этническому многообразию республики.